# Са Истрана (Олбија-Темпио)
Са Истрана је насеље у Италији у округу Сасари, региону Сардинија.
Према процени из 2011. у насељу је живело 349 становника. Насеље се налази на надморској висини од 23 м.